# Chrysichthys longidorsalis
Chrysichthys longidorsalis es una especie de pez de la familia Claroteidae en el orden de los Siluriformes.

## Morfología
• Los machos pueden llegar alcanzar los 31,2 cm de longitud total.

## Subespecies
- Chrysichthys longidorsalis longidorsalis (Risch & Thys van den Audenaerde, 1981
- Chrysichthys longidorsalis nyongensis (Risch & Thys van den Audenaerde, 1985.[2]

## Distribución geográfica
Se encuentran en África: Camerún.